# Вытти, Танель
Танель Вытти (эст. Tanel Võtti; 16 мая 1988, Вяэтса, волость Тюри, Ярвамаа) — эстонский футболист, центральный защитник.

## Биография
Воспитанник футбольных школ, входивших в систему таллинской «Флоры», из Пайде и Ярва-Яани. Взрослую карьеру начал в 2004 году в клубе из Ярва-Яани в пятом дивизионе Эстонии. Следующий сезон провёл в «Тервисе» (Пярну) в первой лиге. В 2006 году перешёл в таллинскую «Флору» и в течение двух с половиной лет играл за её резервную команду в первой лиге. За основной состав «Флоры» сыграл только один матч в высшей лиге Эстонии — 29 марта 2008 года против таллинского «Калева», где заменил на 65-й минуте Андрея Сидоренкова.
Осенью 2008 года играл в высшей лиге за «Тулевик» (Вильянди), весной 2009 года — за «Пайде», а осенью 2009 года — снова за «Тулевик». В начале 2010 года подписал контракт со столичным «Нымме Калью» по схеме 3+1 лет, провёл за сезон 26 матчей, в большинстве из них выходил в стартовом составе, однако по окончании сезона покинул клуб.
Летом 2011 года сообщалось о планах игрока перейти в один из клубов низших дивизионов Норвегии. Осенью 2012 года выступал за фарм-клуб «Пайде» в третьем дивизионе, после чего завершил спортивную карьеру.
Всего в высшем дивизионе Эстонии сыграл 58 матчей и забил один гол.
Выступал за сборные Эстонии младших возрастов, провёл более 10 матчей.